# 시네마스코프
시네마스코프(CinemaScope)는 1950년대 TV의 보급으로 위협을 느낀 영화계에서 내어 놓은 대안의 한 종류이다. 시네마스코프는 20세기 폭스사가 1953년 개발한 와이드스크린 상영 방식인데 애너모픽 렌즈와 특수 35mm 필름을 이용하여 상의 좌우를 2배로 압축시켜서 촬영하고, 상영할 때 그것을 다시 펼쳐 2.39:1의 화면비율로 만드는 형식이다. 더 넓고 디테일한 화면을 얻을 수 있다는 장점이 있다. 최초의 시네마스코프 영화는 1953년 개봉한 <성의(The Robe)>이다.

## 시네마스코프 사이즈
표준 필름을 사용하는데, 촬영용 렌즈로 에너머퍼틱 렌즈를 사용, 화상(畵像)을 좌우 2：1로 압축하고, 영사할 때에는 이를 반대로 좌우를 2배로 확대하는 에너머퍼틱 렌즈를 사용하여 영사 화면의 가로 세로의 비율을 2.35대 1로 한다. 이 방식은 프랑스의 앙리 크레티앙의 발명에 의한 것으로 1953년에 20세기 폭스가 채용, <성의(聖衣)>가 최초의 시네마스코프 영화로 공개된 이래 와이드 스크린 영화의 표준 사이즈로서 세계적으로 보급되었다. '시네마스코프'란 명칭은 20세기 폭스의 등록명으로 되어 있기 때문에 여러 가지 명칭이 있고, 또 촬영기도 광학계(光學系)의 기구에 여러 가지 특색을 지닌 것이 있다. 수퍼스코프파나비전, 토틀스코프 등, 명칭도 다양하게 상당한 숫자가 있으나, 현재에는 시네마스코프 사이즈로서의 영사화면의 규격이 통일되어 있다.
촬영에 있어서도 애너머퍼틱 렌즈를 사용하지 않는 시스템도 있다. 네가화면 2롤분을 찍어서 필름을 옆으로 돌려, 촬영한 네가를 프린트 작업으로 1롤의 화면 사이즈로 좌우를 압축하는 테크니라마, 표준 사이즈인 네가화면의 상하를 자르고 좌우를 압축하는 수퍼스코프 등이 그 주된 것인데 현재는 사용되지 않는다. 촬영에 에너머퍼틱 렌즈를 사용하지 않는 시스템으로 현재 쓰이고 있는 것은 테크니스코프인데, 이것들은 1롤분의 네가를 2롤분씩 촬영하여 프린트로 표준 프레임 사이즈로 확대함과 동시에 좌우를 압축하여서 시네마스코프와 같은 영사법이 가능한 포지 필름으로 만드는 것이다. 화면의 해상력(解像力)은 조금 떨어지지만 네가코스트가 절반이 된다는 이점이 있어 널리 사용되고 있다.